# Suse Broyde
Pour les articles homonymes, voir Broyde.
Suse Broyde est une biochimiste américaine qui est professeure à l'Université de New York. Ses recherches portent sur les mécanismes qui sous-tendent les dommages à l'ADN. Broyde est l'auteure du manuel The Chemical Biology of DNA Damage chez John Wiley & Sons.

## Enfance et éducation
Broyde a déménagé à New York en 1940. Elle était la seule enfant d'immigrants judéo-allemands qui avaient fui l'Allemagne nazie. Elle s'est intéressée aux sciences lorsqu'elle était enfant et a été acceptée au Hunter College High School (en) à l'âge de onze ans . Elle a été formée aux arts libéraux parallèlement aux sciences et à la technologie. Broyde a obtenu son bachelor au City College of New York, qu'elle a qualifié de « Harvard des pauvres ». Elle a déménagé à Tandon School of Engineering de l'Université de New York (Brooklyn Polytechnic) pour ses recherches doctorales, où elle a étudié la chimie physique et biologique. En particulier, Broyde s'est intéressée à la façon dont les chlorophylles absorbent la lumière,. Elle a passé un an à l'Université de Princeton, où elle a d'abord appris la modélisation moléculaire.

## Recherche et carrière
Broyde est retournée à New York, où elle a reçu une subvention du National Institutes of Health (NIH) pour étudier les cancérogènes. En particulier, Broyde enquête sur les dommages à l'ADN causés par les produits chimiques environnementaux. Elle a montré que le cancer est initié par son attaque contre l'ADN. Les lésions de l'ADN peuvent être réparées, mais peuvent également se répliquer, générant des mutations qui déclenchent un processus cancérigène. Elle utilise des calculs de chimie quantique et la dynamique moléculaire pour comprendre les processus qui provoquent des lésions de l'ADN pouvant déclencher des voies cancéreuses.
Broyde a fait valoir que les types spécifiques de dommages à l'ADN détermineront s'il peut ou non être réparé. Dans le cas où l'ADN n'est pas réparé, la conformation de l'ADN au sein d'une polymérase déterminera si une réplication normale peut ou non se produire. Broyde a étudié les dommages causés à l'ADN par la lumière du soleil, la pollution de l'air, la fumée de tabac et les aliments de barbecue.

## Récompenses et honneurs
- Elue à Sigma Xi [5]
- Femme scientifique exceptionnelle par l'Association for Women in Science [6]
- Prix Margaret et Herman Sokol en sciences
- Prix du fondateur de la toxicologie de l'American Chemical Society [7]

## Publications (sélection)
- (en) M. Cosman, C. de los Santos, R. Fiala, B. E. Hingerty, S. B. Singh, V. Ibanez, L. A. Margulis, D. Live, N. E. Geacintov et S Broyde, « Solution conformation of the major adduct between the carcinogen (+)-anti-benzo[a]pyrene diol epoxide and DNA », Proceedings of the National Academy of Sciences, Washington et États-Unis, NAS, vol. 89, no 5,‎ 1er mars 1992, p. 1914-1918 (ISSN 0027-8424 et 1091-6490, OCLC 43473694 et 1607201, PMID 1311854, PMCID 48564, DOI 10.1073/PNAS.89.5.1914, lire en ligne).
- (en) S F O'Handley, D G Sanford, R Xu, C C Lester, B E Hingerty, S Broyde et T R Krugh, « Structural characterization of an N-acetyl-2-aminofluorene (AAF) modified DNA oligomer by NMR, energy minimization, and molecular dynamics », Biochemistry, ACS, vol. 32, no 10,‎ 1er mars 1993, p. 2481-2497 (ISSN 0006-2960, 1520-4995 et 1943-295X, OCLC 1536396, PMID 8448107, DOI 10.1021/BI00061A005).
- (en) Cosman M, de los Santos C, Fiala R, Hingerty BE, Ibanez V, Luna E, Harvey R, Geacintov NE, Broyde S et Patel DJ, « Solution conformation of the (+)-cis-anti-[BP]dG adduct in a DNA duplex: intercalation of the covalently attached benzo[a]pyrenyl ring into the helix and displacement of the modified deoxyguanosine », Biochemistry, ACS, vol. 32, no 16,‎ 1er avril 1993, p. 4145-4155 (ISSN 0006-2960, 1520-4995 et 1943-295X, OCLC 1536396, PMID 8476845, DOI 10.1021/BI00067A001).
- The chemical biology of DNA damage, Weinheim, Wiley-VCH, 2010 (ISBN 978-3-527-63011-0, OCLC 676972923, lire en ligne)

## Vie privée
Broyde a deux enfants, qui sont tous deux professeurs, et sept petits-enfants.